# 振動試料型磁力計
振動試料型磁力計（しんどうしりょうがたじりょくけい、英語: Vibrating Sample Magnetometer）は、物質の磁化特性を計測することを目的とした磁力計。

## 概要
振動試料型磁力計（VSM）は、物質の磁気的性質の中で、最も基本的である磁化特性を自動測定する装置で均一磁界中におかれた試料を一定振動数及び一定振幅で単振動させて、試料近傍に配置された検出コイルに誘起する試料の磁気モーメントに比例した交流の誘導起電力の大きさにより、磁化特性を連続的に測定する装置で残留磁化の測定に最も適している。粉体・薄膜・バルクなど各種磁性材料の磁化曲線、透磁率を高感度、高精度で測定可能。
振動試料型磁化特性試験装置では積分を要せず、直流積分型のために零点シフトが、必ず生ずるという欠点を有する直流B-H磁化特性装置とは異なり、零点シフトを考慮する必要がなく、ロックインアンプなどの狭帯域増幅器を用いることができるので、非常に高感度に測定できるものの、この高感度測定を可能にするためには、加振装置における高度な制御技術が重要な問題となり、振幅および周波数を極めて精密に一定に保持する必要があるため、従来のFoner型磁化特性測定装置には、大口径ダイナミックスピーカーを採用し、常に一定振幅と周波数を得るために複雑なエレクトロニクス技術を駆使しなければならなかった。この問題は強力で高安定、大振幅の加振装置を開発したことにより解決された。

## 主な用途
- 試料の磁気特性の評価